# Sub Focus
Ніколаас Доума (англ. Nicolaas Douwma; нар. 13 квітня 1982, Гілфорд, Велика Британія) — англійський ді-джей, музичний продюсер, автор пісень та звуковий інженер, відоміший за псевдонімом Sub Focus.

## Біографія
Доума цікавився музикою ще зі школи та під впливом гурту Nirvana заснував музичний гурт, який втім не мав успіху та швидко розпався. У 13 років відкрив для себе комп'ютерні програми, за допомогою яких можна було писати електронну музику. Найбільше натхнення він черпав від гуртів The Prodigy та The Chemical Brothers, які у своїх треках поєднували гітару з танцювальною музикою. 
Після закінчення школи, поступив до коледжу та вивчав звукову інженерію, щоб краще розуміти нюанси написання музики. Після того, як почув трек «Incredible» у виконанні General Levy, вирішив зупинитися на створенні драм-енд-бейсу. 2003 року записав свої роботи на CD та дав другу, щоб він послухав. Той в свою чергу передав диск Andy C, з яким був знайомий. Andy C настільки був вражений якістю демо-альбому, що відразу зателефонував Доумі та підписав його на сестринський лейбл RAM Records Frequency.
У березні 2005 року випустив сингл «X-Ray / Scarecrow», який відразу ж завоював першу сходинку чарту UK Dance Chart та 60-у — в UK Singles Chart. 2008 року знову завоював перше місце в танцювальному чарті з синглом «Timewarp / Join the Dots».
У серпні 2009 року випустив сингл «Rock It / Follow the Light», який досягнув 38-ого місця хіт-параду UK top 40. Він також став третім синглом артиста, який очолив UK Dance Chart. Протягом цього часу Sub Focus також реміксував треки таких виконавців як The Prodigy, Deadmau5, Rusko, Empire Of The Sun та Дізі Раскал. 6 жовтня випустив сингл «Smooth», який зробив безкоштовним для завантаження. 12 жовтня 2009 року випустив дебютний студійний альбом під назвою Sub Focus, який досягнув 51 сходинки хіт-параду UK Albums Chart.
2010 року взяв участь у концертному турі гурту Pendulum. Пізніше в тому ж році спродюсував трек «Kickstarts» Example, який завоював третє місце в UK Singles Chart.
2012 року випустив сингл «Out the Blue», записаний за участі Еліс Голд (23-е місце в UK Singles Chart) та «Tidal Wave» (12 місце в UK Singles Chart). 12 травня 2013 року разом з Алексом Кларом записав пісню «Endorphins», яка зайняла 10-е місце в UK Singles Chart. П'ятий сингл «Turn It Around» з наступного альбому виконавця вийшов 22 вересня, а 30 вересня вийшов другий студійний альбом під назвою Torus. На фестивалі Редінг і Лідс був хедлайнером сцени Radio 1 Dance. Того ж року виступив на фестивалі Гластонбері. Шостий сингл з альбому, «Torus», досягнув 10-ї позиції чарту UK Singles Chart. Наступним виданим синглом став «Close», який був записаний за участі MNEK.
9 жовтня 2020 року разом з Вілкінсоном випустив спільний альбом Portals.

## Дискографія

### Альбоми
- Sub Focus (2009)
- Torus (2013)
- Portals (2020)

### Сингли
- «Down The Drain / Hot Line» (2003)
- «Acid Test / Get On Up» (2004)
- «Soundguy / Bluenote» (2004)
- «Frozen Solid / Juno» (2005)
- «X-Ray / Scarecrow» (2005)
- «Airplane / Flamenco» (2006)
- «Special Place / Druggy» (2007)
- «Timewarp / Join the Dots» (2008)
- «Rock It / Follow the Light» (2009)
- «Could This Be Real» (2009)
- «Splash» (featuring Coco) (2010)
- «Flashing Lights» (with Chase & Status featuring Takura) (2011)
- «Falling Down» (featuring Kenzie May) (2012)
- «Out the Blue» (featuring Alice Gold) (2012)
- «Tidal Wave» (featuring Alpines) (2012)
- «Endorphins» (featuring Alex Clare) (2013)
- «Turn It Around» (featuring Kele) (2013)
- «Turn Back Time» (2013)
- «Close» (featuring MNEK) (2014)
- «Nobody Knows» (2016)
- «Love Divine» (2016)
- «Lingua» (featuring Stylo G) (2017)
- «Don't You Feel It» (featuring Alma) (2017)
- «Trouble» (with Rudimental featuring Chronixx and Maverick Sabre) (2017)
- «Take It Up» (with Wilkinson) (2018)
- «Desire» (with Dimension) (2018)
- «Solar System» / «Siren» (2019)
- «Illuminate» (with Wilkinson) (2019)
- «Just Hold On» (with Wilkinson) (2020)
- «Air I Breathe» (with Wilkinson) (2020)
- «Turn the Lights Off» (with Wilkinson) (2020)
- «Freedom» (with Wilkinson featuring Empara Mi) (2021)
- «Airplane» (Culture Shock Remix) (2021)
- «Timewarp» (Dimension Remix) (2021)
- «Last Jungle» (Camo & Krooked and Mefjus Remix) (2021)
- «It's Time»(with Gene Farris) (2022)
- «Off the Ground» (2022)